# Cagnano
Cagnano (korsisch Cagnanu) ist eine Gemeinde auf der französischen Insel Korsika. Sie gehört zum Département Haute-Corse, zum Arrondissement Bastia und zum Kanton Cap Corse. Die Bewohner nennen sich Cagnanais oder Cagnanesi.

## Geografie
Cagnano liegt auf dem Cap Corse, durchschnittlich auf 300 Metern über dem Meeresspiegel und besteht aus den Dörfern Porticcioli, Suare, Ghilloni, Ortale, Adamo, Piazza, Terre Rosse und Carbonacce. Die Gemeinde grenzt im Osten an das Tyrrhenische Meer. Nachbargemeinden sind Luri im Norden, Barrettali im Westen und Pietracorbara im Süden.

## Bevölkerungsentwicklung
| Jahr      | 1962 | 1968 | 1975 | 1982 | 1990 | 1999 | 2008 | 2012 |
| --------- | ---- | ---- | ---- | ---- | ---- | ---- | ---- | ---- |
| Einwohner | 253  | 245  | 239  | 183  | 156  | 179  | 196  | 184  |

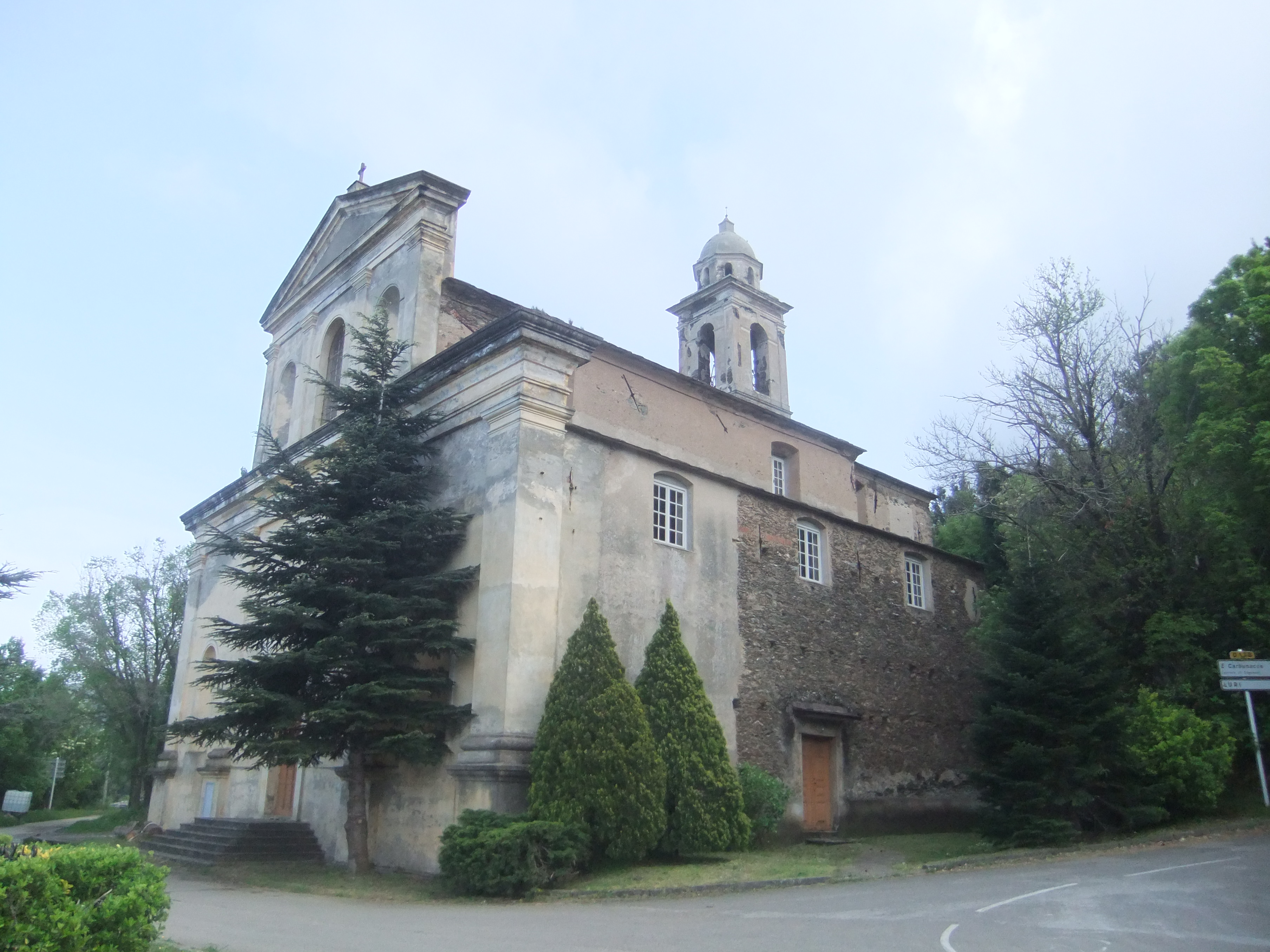
Kirche Saint-Fructueux im Ortsteil Ortale
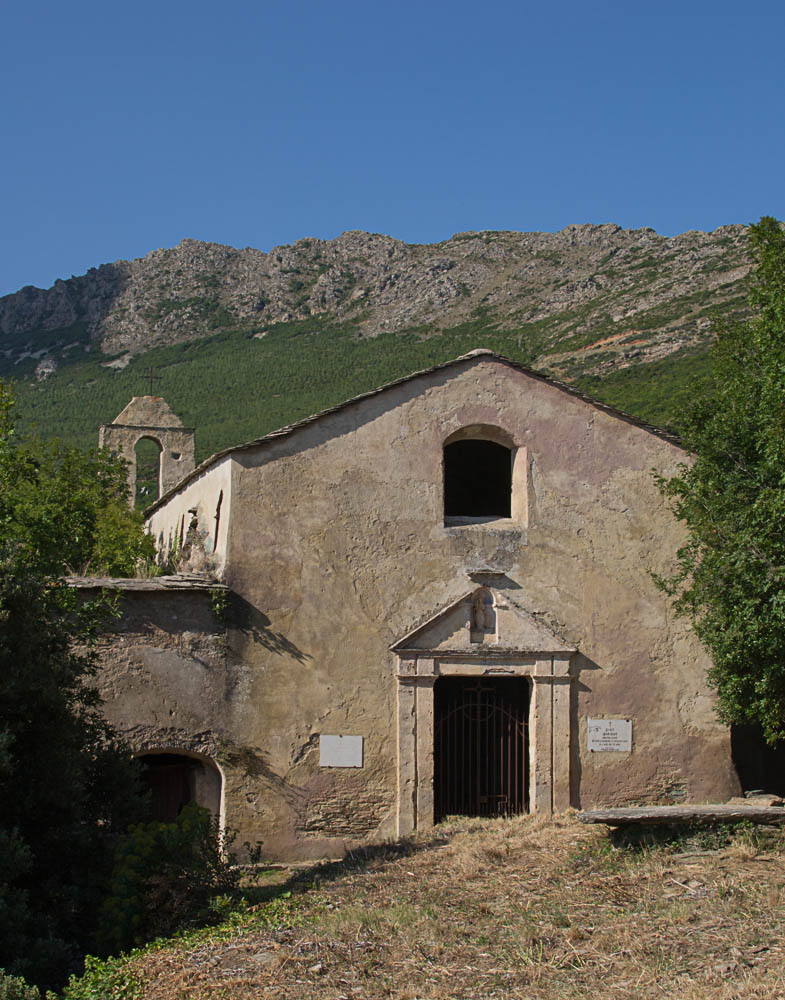
Konvent
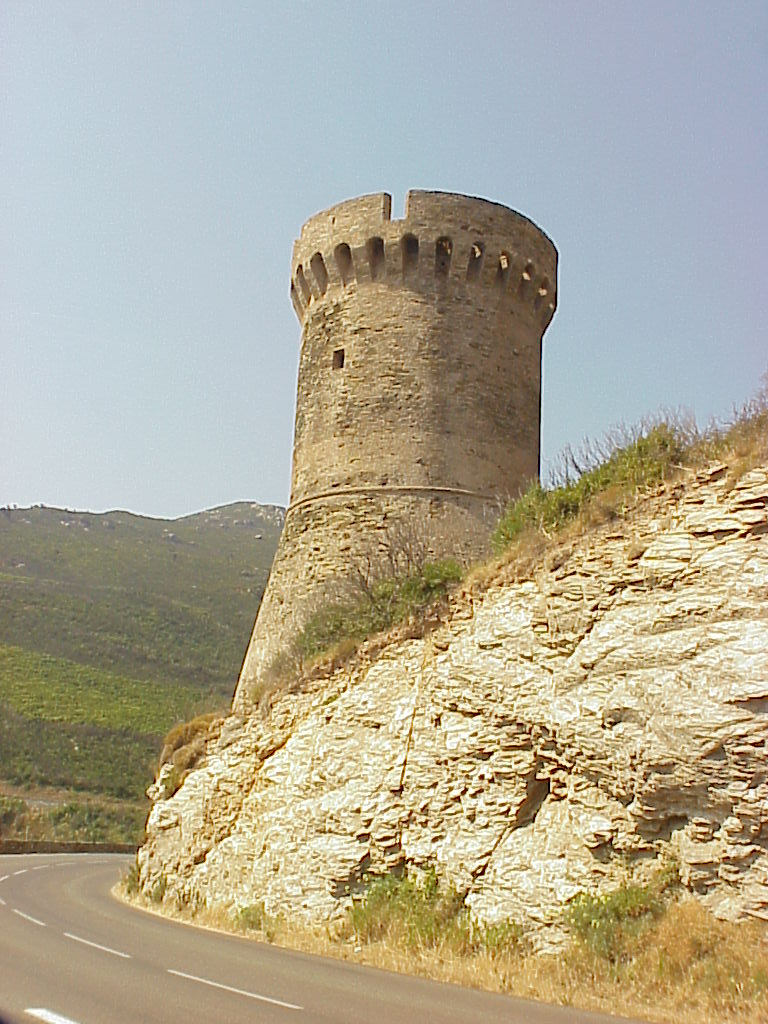
Tour de Losse